# Высокогорное (Чечня)
Высокого́рное (чечен. Хьаьлкана) — село в Шатойском районе Чеченской Республики. Входит в Вашендаройское сельское поселение.

## География
Село расположено на левом берегу реки Варанды, к западу от районного центра Шатой.
Ближайшие населённые пункты: на северо-востоке сёла Сюжи, Хаккой, Шатой, на юге — село Борзой, на юго-востоке — сёла Вашиндарой и Рядухой, на северо-западе — село Харсеной, на юго-западе — село Гухой.

## Население
| 1990 | 2002 | 2010 |
| ---- | ---- | ---- |
| 87   | ↗102 | ↗161 |